# Csiga-köd
A Csiga-köd vagy Hélix-köd (NGC 7293, Caldwell 63) a Földhöz legközelebbi planetáris köd; 700 fényévnyire, a Vízöntő csillagképben található. Karl Ludwig Harding fedezte fel 1824-ben.

## Megfigyelése
A Vízöntő csillagkép déli részén, a ν Aquarii jelű csillagtól nyugatra látható.
- Rektaszcenzió: 22h 29m 38,35s
- Deklináció: -20° 50' 13,2"
- Látszólagos fényesség: 6,5m
- Látszólagos kiterjedés: 16,5' × 12'

## Képek
- A Csiga-köd a Hubble űrtávcső és a Kitt Peak-i obszervatórium felvételeiből készített mozaikképen.